# Igreja e Hospício de Nossa Senhora da Boa Viagem
A Igreja e Hospício de Nossa Senhora da Boa Viagem é uma igreja católica apostólica romana do século XVIII localizada em Salvador, Bahia, Brasil. A igreja é dedicada à Nossa Senhora da Boa Viagem e pertence à Arquidiocese de São Salvador da Bahia. Está localizado na Península de Itapagipe e fica de frente para o oeste, diretamente para a Baía de Todos os Santos. A Igreja e Hospício de Nossa Senhora da Boa Viagem tem uma única torre com um frontispício coberto de azulejos azuis e brancos em zigue-zague. Foi tombada como uma estrutura histórica pelo Instituto Nacional do Patrimônio Histórico e Artístico (IPHAN) em 1938.

## Tombamento
A Igreja e o Hospício de Nossa Senhora da Boa Viagem foram tombados como uma estrutura histórica pelo Instituto Nacional do Patrimônio Histórico e Artístico sob a inscrição número 122.

## História
As informações sobre a origem da igreja divergem. Existe uma versão do historiador Cid Teixeira onde as terras teriam sido doadas por Garcia D'Ávila aos monges de São Bento e outra baseada no relato da Arquidiocese de Salvador, onde uma senhora portuguesa, Dona Lourença Maria, proprietária das terras de Itapagipe de baixo, teria doado as terras com a condição de que fossem realizadas missas anuais em sua intenção e de sua filha, além de um abrigo para doentes (o que explicaria a origem do hospício).
A construção inicia-se no início do século XVIII, adotando Nossa Senhora da Boa Viagem como padroeira.

## Arquitetura
O conjunto arquitetônico apresenta fachada com pilares de pedra e azulejos com as Armas do Reino no painel ao topo da edificação.
A igreja é decorada com azulejos de origem portuguesa, da oficina de Bartolomeu Antunes, altar-mor folheado à ouro, piso de mármore e porta de jacarandá. Possui uma única torre com seu topo em forma de pirâmide, revestido externamente por azulejos também. Dos quatro sinos que possui, o mais antigo data de 1810.
A edificação que corresponde ao antigo hospício possui dois pavimentos, anexo à igreja.

## Galeria

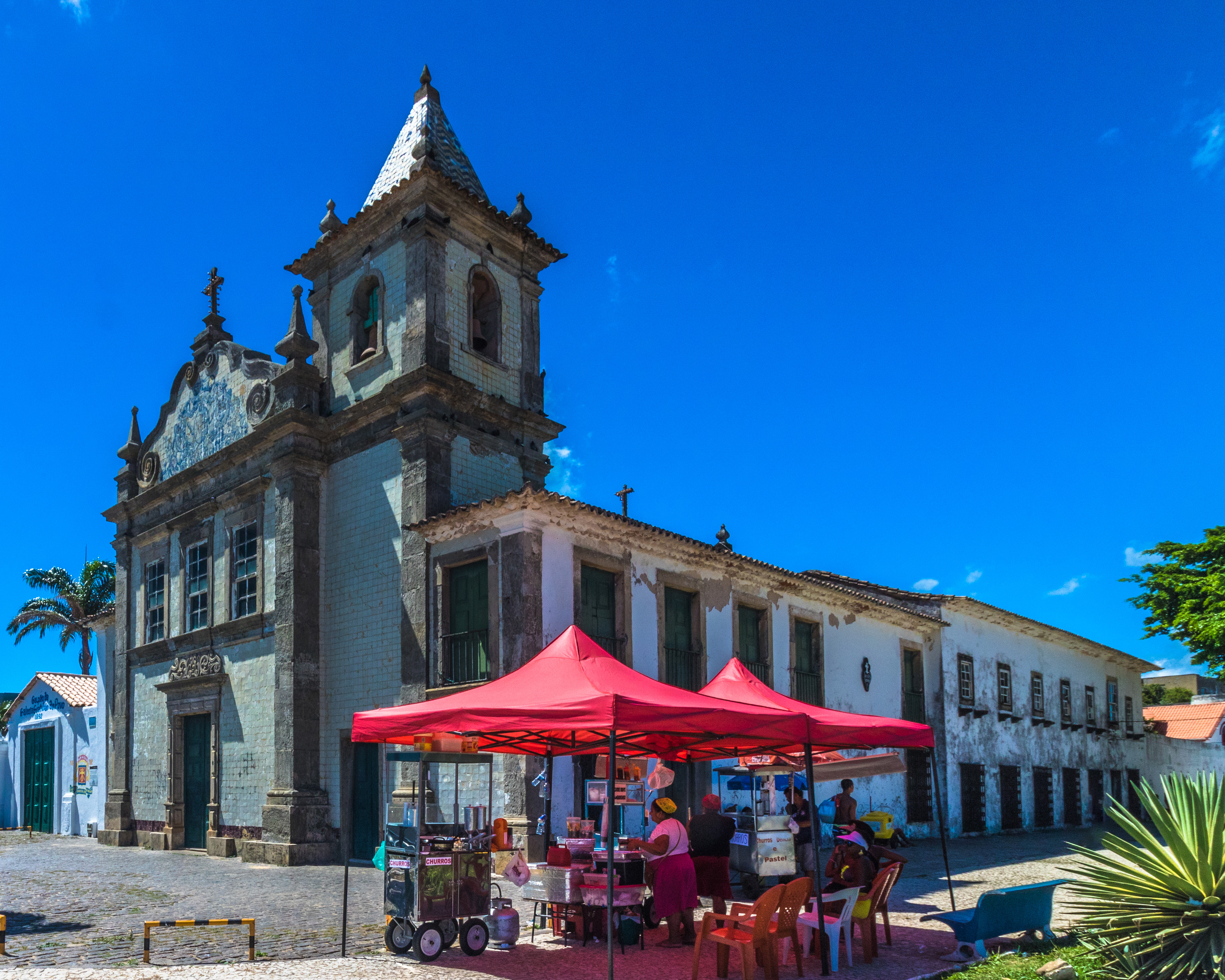
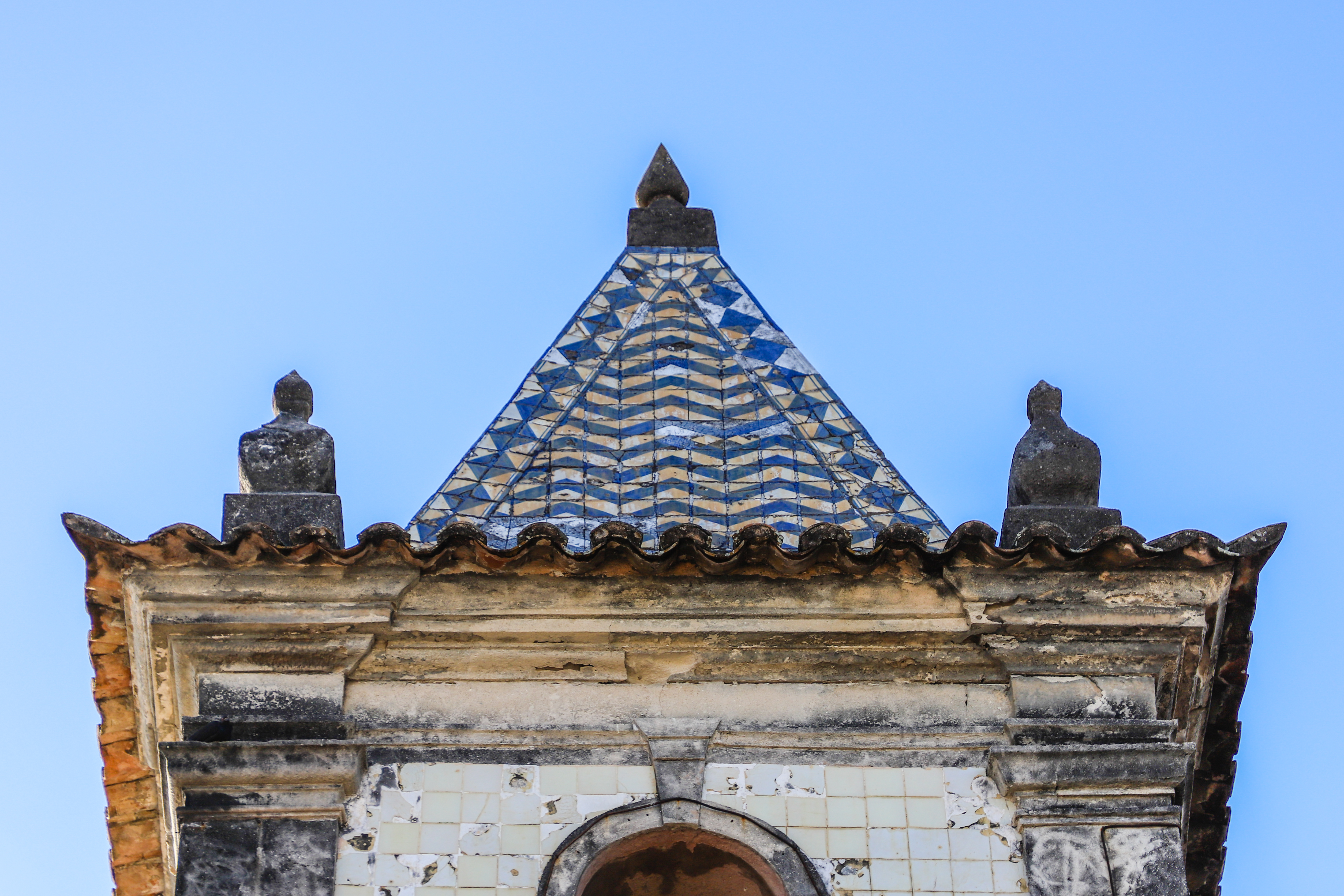
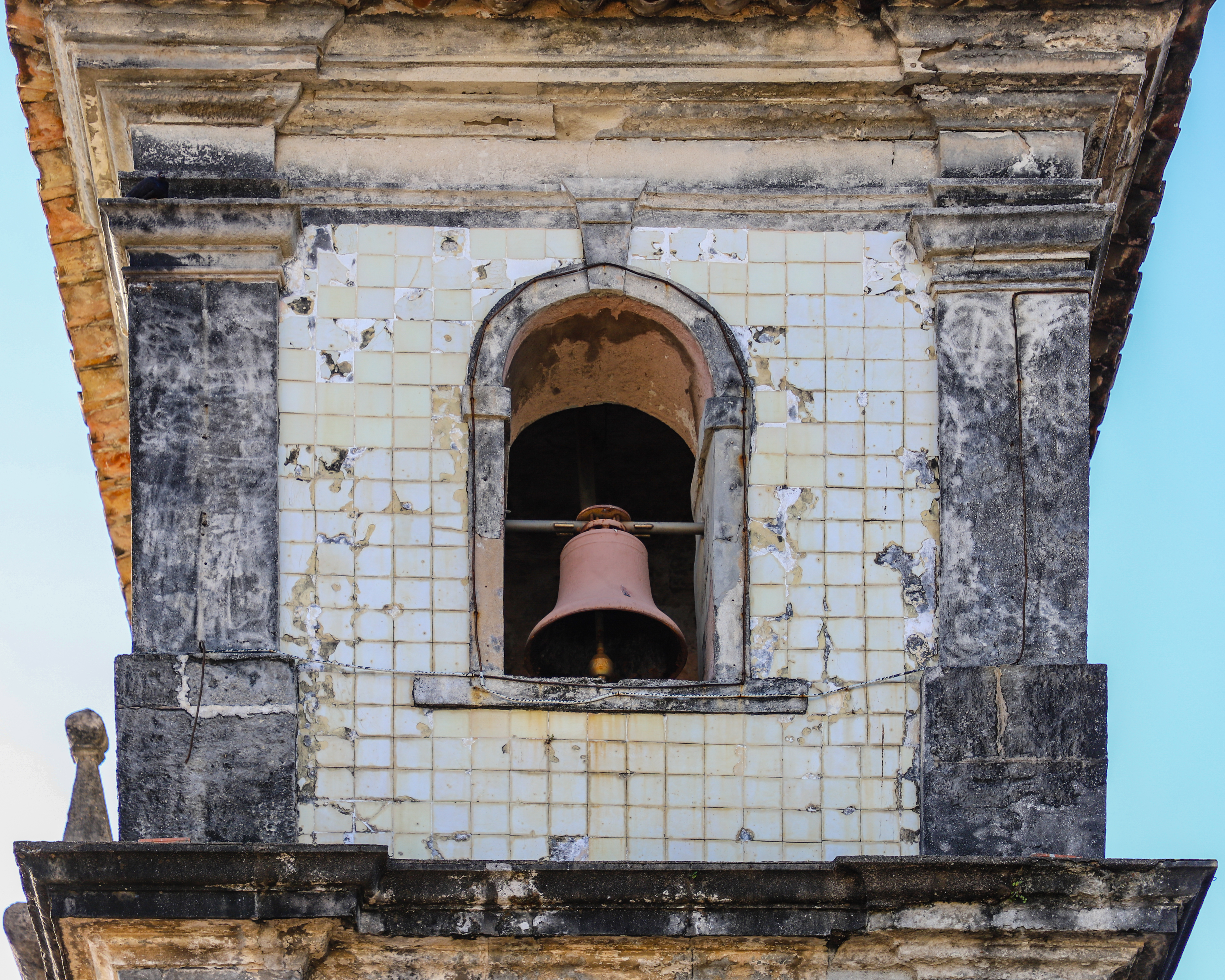
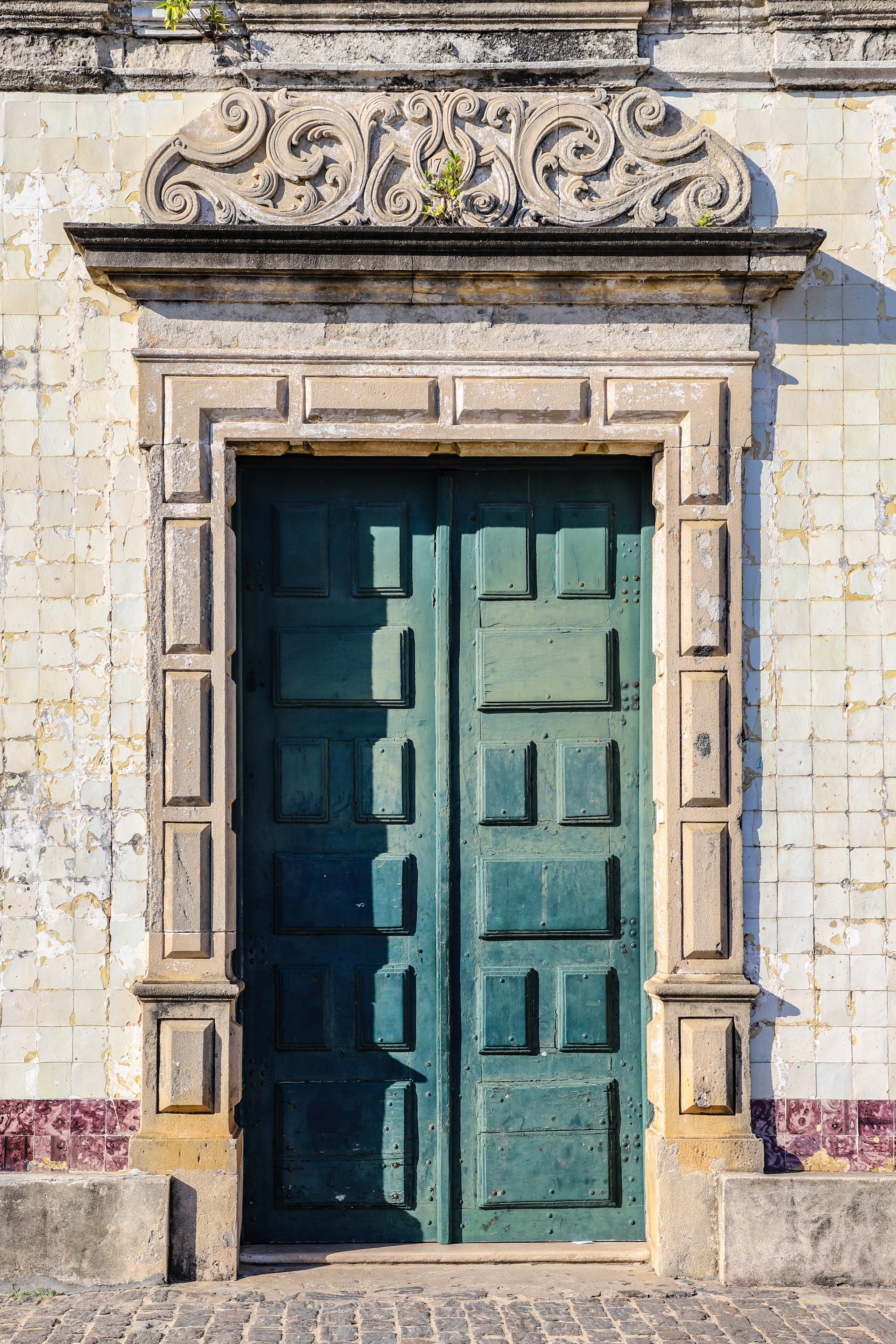